# マートンのポートフォリオ問題
マートンのポートフォリオ問題（マートンのポートフォリオもんだい、英: Merton's portfolio problem）とは株式と債券の最適な投資比率を決定する確率制御問題である。マートン問題とも言う。ロバート・マートンにより1969年に発表された。連続時間の確率制御問題としては最も基本的な応用例の一つである。

## 問題の定式化
以下ではMerton & (1971)の記述に基づく。
時点 {\displaystyle t} における株式の価格を {\displaystyle S_{t}} 、債券の価格を {\displaystyle B_{t}} とする。株式価格は以下の確率微分方程式に従うとする。
{\displaystyle dS_{t}=\mu S_{t}dt+\sigma S_{t}dW_{t}}
ここで {\displaystyle \mu } と {\displaystyle \sigma >0} は定数のパラメーターであり、{\displaystyle W_{t}} はブラウン運動である。つまり株式価格は幾何ブラウン運動に従う。債券価格は次のように表されるとする。
{\displaystyle B_{t}=B_{0}\exp\{rt\}}
ここで {\displaystyle r} は時間を通じて一定の安全利子率である。よってブラック＝ショールズモデルと同様の設定になっている。
さらに投資家の時点 {\displaystyle t} における資産額を {\displaystyle X_{t}}で表す。また時点 {\displaystyle t} における、投資家の株式への投資比率を {\displaystyle \alpha _{t}} とする。よって投資家は各時点において {\displaystyle \alpha _{t}X_{t}} ドルを株式に投資し、{\displaystyle (1-\alpha _{t})X_{t}} ドルを債券に投資する。投資家の資産額は次の確率微分方程式に従う。
{\displaystyle dX_{t}=\alpha _{t}X_{t}{\frac {dS_{t}}{S_{t}}}+(1-\alpha _{t})X_{t}{\frac {dB_{t}}{B_{t}}}-c_{t}dt={\Big (}((\mu -r)\alpha _{t}+r)X_{t}-c_{t}{\Big )}dt+\alpha _{t}X_{t}\sigma dW_{t}}
ここで {\displaystyle c_{t}} は投資家の時点 {\displaystyle t} における消費額である。よりヒューリスティックな説明をすれば、{\displaystyle {\frac {\alpha _{t}X_{t}}{S_{t}}}} と {\displaystyle {\frac {(1-\alpha _{t})X_{t}}{B_{t}}}} がそれぞれ株式と債券の保有単位数を表しているので、{\displaystyle t} 時点における資産額の瞬間的増分が {\displaystyle \alpha _{t}X_{t}{\frac {dS_{t}}{S_{t}}}+(1-\alpha _{t})X_{t}{\frac {dB_{t}}{B_{t}}}} で表され、そこから消費に使用する分の額 {\displaystyle c_{t}} を引いたものが最終的な資産額の瞬間的な増減の量になる。
投資家は次の時点 {\displaystyle t} から {\displaystyle T>t} までの期待効用最大化問題に直面しているとする。
{\displaystyle V(t,x)=\max _{\alpha ,c}E_{t,x}\left[\int _{t}^{T}e^{-\rho s}u(c_{s})dt+e^{-\rho T}u(X_{T})\right]}
{\displaystyle {\mbox{subject to }}dX_{s}={\Big (}((\mu -r)\alpha _{s}+r)X_{s}-c_{s}{\Big )}ds+\alpha _{s}X_{s}\sigma dW_{s},}
{\displaystyle X_{t}=x}
ただし、{\displaystyle \rho >0} は定数の割引パラメーターで、効用関数 {\displaystyle u(c)} はCRRA型効用関数である。つまり
{\displaystyle u(c)={\begin{cases}{\dfrac {c^{1-\gamma }}{1-\gamma }}&\gamma \neq 1,\gamma >0\\\log(c)&\gamma =1\end{cases}}}
である。

## マートンのポートフォリオ問題の解
標準的な仮定の下で、マートンのポートフォリオ問題の価値関数 {\displaystyle V(t,x)} は以下のハミルトン＝ヤコビ＝ベルマン方程式の解となる。
{\displaystyle {\frac {\partial V(t,x)}{\partial t}}+\sup _{\alpha _{t},c_{t}}\left\{{\Big (}((\mu -r)\alpha _{t}+r)x-c_{t}{\Big )}{\frac {\partial V(t,x)}{\partial x}}+{\frac {1}{2}}\alpha _{t}^{2}\sigma ^{2}x^{2}{\frac {\partial ^{2}V(t,x)}{\partial x^{2}}}+e^{-\rho t}u(c_{t})\right\}=0}
{\displaystyle V(T,x)=u(x)}
微分方程式に含まれる最大値問題の解は、価値関数 {\displaystyle V(t,x)} が {\displaystyle x} について単調増加な凹関数であるとすると、それぞれ
{\displaystyle c_{t}=e^{-{\frac {\rho }{\gamma }}t}(V_{x})^{-1/\gamma },\quad \alpha _{t}=-{\frac {V_{x}}{V_{xx}x}}{\frac {\mu -r}{\sigma ^{2}}}}
となる。ただし、
{\displaystyle V_{x}={\frac {\partial V(t,x)}{\partial x}},\quad V_{xx}={\frac {\partial ^{2}V(t,x)}{\partial x^{2}}}}
である。ここで {\displaystyle \gamma \neq 1} であり、価値関数が微分可能な関数 {\displaystyle \phi (t)} を用いて {\displaystyle V(t,x)=\phi (t)u(x)} と表されるとすると、最大値問題の解は
{\displaystyle c_{t}=e^{-{\frac {\rho }{\gamma }}t}(\phi (t))^{-1/\gamma }x,\quad \alpha _{t}={\frac {\mu -r}{\sigma ^{2}\gamma }}}
となる。これらの解と価値関数をハミルトン＝ヤコビ＝ベルマン方程式に代入して整理すると次の {\displaystyle \phi } についての常微分方程式が得られる。
{\displaystyle \phi ^{\prime }(t)+\nu (1-\gamma )\phi (t)+\gamma e^{-{\frac {\rho }{\gamma }}t}(\phi (t))^{1-1/\gamma }=0}
{\displaystyle \phi (T)=1}
ただし
{\displaystyle \nu ={\frac {(\mu -r)^{2}}{2\sigma ^{2}\gamma }}+r}
である。この常微分方程式の境界値問題の解は
{\displaystyle \phi (t)=e^{-\rho t}\left(e^{{\frac {\rho }{\gamma }}t+{\frac {\nu (1-\gamma )}{\gamma }}(T-t)}+{\frac {\gamma (1-e^{-{\frac {\rho -\nu (1-\gamma )}{\gamma }}(T-t)})}{\rho -\nu (1-\gamma )}}\right)^{\gamma }}
である。よって最適な消費額は
{\displaystyle c_{t}=\left(e^{{\frac {\rho }{\gamma }}t+{\frac {\nu (1-\gamma )}{\gamma }}(T-t)}+{\frac {\gamma (1-e^{-{\frac {\rho -\nu (1-\gamma )}{\gamma }}(T-t)})}{\rho -\nu (1-\gamma )}}\right)^{-1}x}
となり最適な投資比率は
{\displaystyle \alpha _{t}={\frac {\mu -r}{\sigma ^{2}\gamma }}}
である。
この項では有限期間の問題を考えたが、無限期間の問題や、より一般的な効用関数の場合の問題についてもマートンは考察している。

## 応用例
マートンのポートフォリオ問題の応用例の一つが異時点間CAPM(ICAPM)である。ICAPMでは、市場に参加する各投資家がマートンのポートフォリオ問題を解き、それらの解を金融資産への需要関数と見なすことで、一般均衡としての金融資産の期待収益率の決定式が導出されている。